# Gath Rimmon (Dan)
Gath-Rimmon fou una antiga ciutat de Palestina en territori de la tribu de Dan. Eusebi i Sant Jeroni la situen a uns 18 km de Diòspolis en direcció a Eleutheròpolis però aquesta situació sembla massa al sud i podria ser la Gath que Eusebi situa entre Antipatris i Jàmnia. El lloc no ha estat localitzat.